# BPCE International et Outre-mer
BPCE International est une filiale du groupe bancaire français BPCE. Cette société holding détient et contrôle la majorité des participations du Groupe BPCE dans la banque de détail à l’étranger et en outre-mer. Son directeur général est Boris Joseph.

## Le réseau de BPCE International
Le réseau compte, sur l’ensemble de son périmètre majoritaire, 2670 collaborateurs et 153 agences .
BPCE International détient majoritairement les banques suivantes :
- Banque BCP Luxembourg (Luxembourg) ;
- Banque commerciale internationale (BCI, République du Congo) ;
- Banque des Mascareignes (Île Maurice) ;
- Banque internationale du Cameroun pour l’épargne et le crédit (BICEC, Cameroun) ;
- Banque malgache de l’océan Indien (BMOI, Madagascar) ;
- Banque tuniso koweïtienne (BTK, Tunisie) ;
- Banque de Nouvelle-Calédonie (BNC) ;
- Banque de Tahiti (BT).

La holding détient par ailleurs des participations minoritaires dans :
- Banca Carige (Italie) ;
- Fransabank SA (filiale française de Fransabank Liban) ;
- Banque nationale de développement agricole (BNDA, Mali) ;
- Banque centrale populaire (BCP), Groupe Banque populaire du Maroc.

## Histoire
Après la création en 2009 du Groupe BPCE, BPCE International a regroupé en 2010 la majorité des participations à l’outre-mer et à l’étranger des réseaux Banque populaire et Groupe Caisse d'épargne, ces dernières étant contrôlées via la holding Financière Océor.
Depuis BPCE International a procédé à l’acquisition de la Banque malgache de l’océan Indien  (BMOI, Madagascar, 2011) .
BPCE International a également pris en 2011 une participation minoritaire dans la Banque nationale de développement agricole (BNDA, Mali, 2011)  et dans la Banque centrale populaire (BCP) du groupe Banque populaire du Maroc . La société a par ailleurs cédé en 2011 sa participation dans le Crédit immobilier et hôtelier (CIH) du Maroc.

## Actionnaire
- BPCE SA

## Sources
- BPCE Rapport annuel 2011, site web www.bpce.fr [source insuffisante]